# Naturschutzgebiet Siebersbruch
Das Naturschutzgebiet Siebersbruch mit einer Größe von 4,79 ha liegt im Arnsberger Wald im Gemeindegebiet von Bestwig. 1985 wurde von der Bezirksregierung Arnsberg ein Naturschutzgebiet (NSG) ausgewiesen. Das Gebiet wurde 2008 mit dem Landschaftsplan Bestwig durch den Hochsauerlandkreis erneut als ausgewiesen. Das NSG grenzt im Norden direkt an das Naturschutzgebiet Lörmecketalsystem. Es gehört auch zum Lörmecketalsystem, wurde trotzdem als eigenständiges NSG festgesetzt, da es sich großteils um ein schon früher ausgewiesenes NSG handelt und es ein herausragendes Landschaftselement darstellt.

## Gebietsbeschreibung
Beim NSG handelt es sich um den Siebersbruch. Beim Bruch handelt es sich um einen lichten alten und teilweise torfmoosreichen Bruchwald mit Roterlen und Birken. Der Quellbereich mit Schwarzerlen und Rotfichten wurde ebenfalls ins NSG einbezogen wie ein Rotbuchenbestand mit Stechpalmen. Ein namenloser Bach fließt von der Quelle Richtung Norden in Richtung Lörmecke. Noch im NSG fließt dieser Bach durch einen Löschwasserteich. Im NSG kommen seltene Tier- und Pflanzenarten vor.

## Schutzzweck
Das NSG soll das Bruchgebiet mit seinen Arten schützen.
Wie bei allen Naturschutzgebieten in Deutschland wurde in der Schutzausweisung darauf hingewiesen, dass das Gebiet „wegen der Seltenheit, besonderen Eigenart und Schönheit des Gebietes“ zum Naturschutzgebiet wurde.